# Brahma Temple
Der Brahma Temple ist ein im Grand Canyon im Nordwesten  des US-Bundesstaates Arizonas gelegener, 2302 Meter hoher Berg.

## Etymologie
Der Name Brahma Temple ist von Brahma abgeleitet – der Schöpfergottheit des Hinduismus. Das englische temple bedeutet Tempel. Die Tradition, Geländepunkte und auch Gesteinsformationen nach mythologischen Gottheiten zu bezeichnen, geht auf Clarence Dutton zurück, der im Jahr 1880 den Vishnu Temple benannt hatte. Der Name Brahma Temple wurde offiziell im Jahr 1906 von der U.S. Board on Geographic Names angenommen.

## Geographische Lage
Der Brahma Temple gehört zum Grand-Canyon-Nationalpark. Er liegt entlang der rechten, nördlichen Flussseite des Colorado Rivers im Coconino County. Den  4,8 Kilometer weiter südwestlich, tief ins Grundgebirge eingeschnittenen Fluss überragt er um zirka 1570 Meter. Zum nördlich liegenden Bright Angel Point (2483 Meter) – dem Aussichtspunkt am North Rim und Südrand des Kaibab-Plateaus – sind es 7,2 Kilometer. Der Yavapai Point – ein südsüdwestlich gelegener Aussichtspunkt am South Rim – ist 9,7 Kilometer entfernt. Der Brahma Temple liegt mehr als 1500 Meter über der Phantom Ranch im Bright Angel Canyon, einem bedeutenden rechten Seitental des Colorado Rivers. Der nächsthöhere Gipfel ist der 2459 Meter hohe Oza Butte, der 6,4 Kilometer weiter nördlich zu liegen kommt. Weitere benachbarte, jedoch etwas niedrigere Berggipfel sind der Zoroaster Temple (2173 Meter) 1,6 Kilometer weiter im Süden und der Deva Temple (2237 Meter) 2,4 Kilometer im Norden.

### Hydrographie
Der Brahma Temple wird auf seiner Westseite vom Einzugsgebiet des Bright Angel Creeks und auf seiner Ostseite vom Einzugsgebiet des Clear Creeks entwässert. Beide Bäche (engl. Creeks) fließen in südwestlicher Richtung hinaus in Richtung Colorado River. Der wesentlich längere Bright Angel Creek zeigt hierbei einen sehr geradlinigen Verlauf, da er der Bright Angel Fault – einer alten Störungszone im Grundgebirge (Seitenverschiebung) – folgt.

## Klima
Gemäß der Köppen-Geiger Klimaklassifikation gehört der Brahma Temple zur kalten, semiariden Klimazone (Typus BWk).

## Erstbesteigung
Der Gipfel des Brahma Temples wurde erstmals am 15. Mai 1968 von Donald Davis und Clarence Ellis bestiegen. Die beiden Bezwinger legten dabei innerhalb von 14 Stunden 32 Kilometer zurück und durchstiegen ausgehend von der Phantom Ranch eine Höhendifferenz von 1546 Meter. Die Schwierigkeit ihres Anstiegs wird gemäß dem Yosemite Decimal System als Klasse 4 eingestuft.

## Geologie

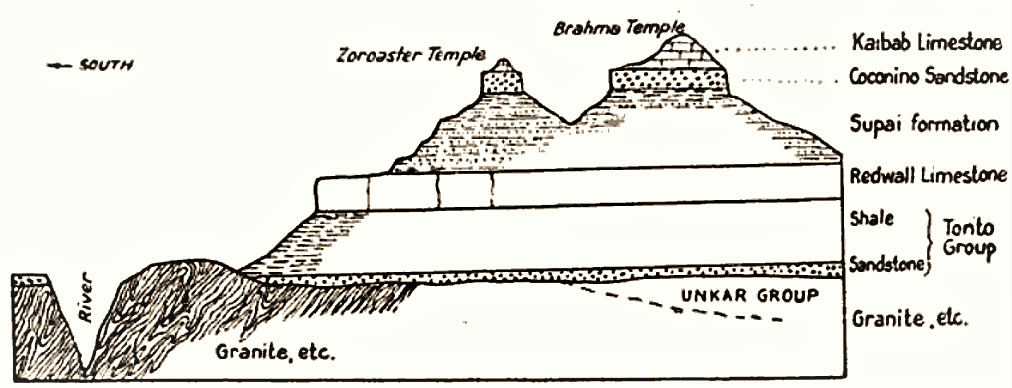
Geologisches Profil

Der Gipfel des Brahma Temples wird geologisch aus cremefarbenen Coconino Sandstone aufgebaut, welcher noch von Erosionsresten der unterpermischen Toroweap-Formation und dem ebenfalls unterpermischen Kaibab Limestone abgedeckt wird. Der unterpermische Coconino Sandstone ist eine sehr mächtige, markante, Steilwand-bildende Lage, die vor 265 Millionen Jahren als Sanddünen eines Ergs sedimentiert wurde. Unter dem erosionsdiskordanten Coconino Sandstone erscheint als Hangbildner die ebenfalls erosionsdiskordante unterpermische Hermit-Formation (vormals Hermit Shale). Darunter liegt die oberkarbonische bis unterpermische Supai Group, die ihrerseits dem unterkarbonischen Redwall Limestone erosionsdiskordant aufsitzt. Die Supai Group gliedert sich in vier Formationen – Watahomigi-Formation, Manakacha-Formation, Wescogame-Formation und Pakoon Limestone (vom Liegenden zum Hangenden). Der Redwall Limestone fußt seinerseits erosionsdiskordant und mit einem beträchtlichen Hiatus auf der kambrischen Tonto Group, bestehend aus Tapeats Sandstone, Bright-Angel-Formation und Muav-Formation (vom Liegenden zum Hangenden).
Unterhalb dem basalen Tapeats Sandstone der Tonto Group erscheinen als Widerlager des Bergstocks proterozoische Gesteine winkeldiskordant unter der Great Unconformity. Dies ist einmal die leicht nach Nordosten einfallende mesoproterozoische Unkar Group, die im Mittelabschnitt des Bright Angel Canyons und am Ausgang des Clear Creeks zu sehen ist, sowie andererseits das polymetamorphe paläoproterozoische Grundgebirge der Vishnu Basement Rocks im Unterlauf des Bright Angel Canyons und entlang der Granite Gorge am Colorado River. Das Grundgebirge wird entlang der Greatest Angular Unconformity winkeldiskordant von der Tonto Group überlagert.
Auf der Ostseite des Brahma Temples zieht das Störungssystem der Ottoman Fault in nord- bis nordnordwestlicher Richtung hindurch (mit Absenkung des östlichen Blocks). Eine weitere Nordost-streichende und in etwa parallel zur Bright Angel Fault verlaufende Störung quert auf der Westseite des Berges (Absenkung des westlichen Blocks). Die Versetzungsbeträge sind aber relativ gering und bewegen sich im Meterbereich (bis maximal 9 Meter).

## Photogalerie

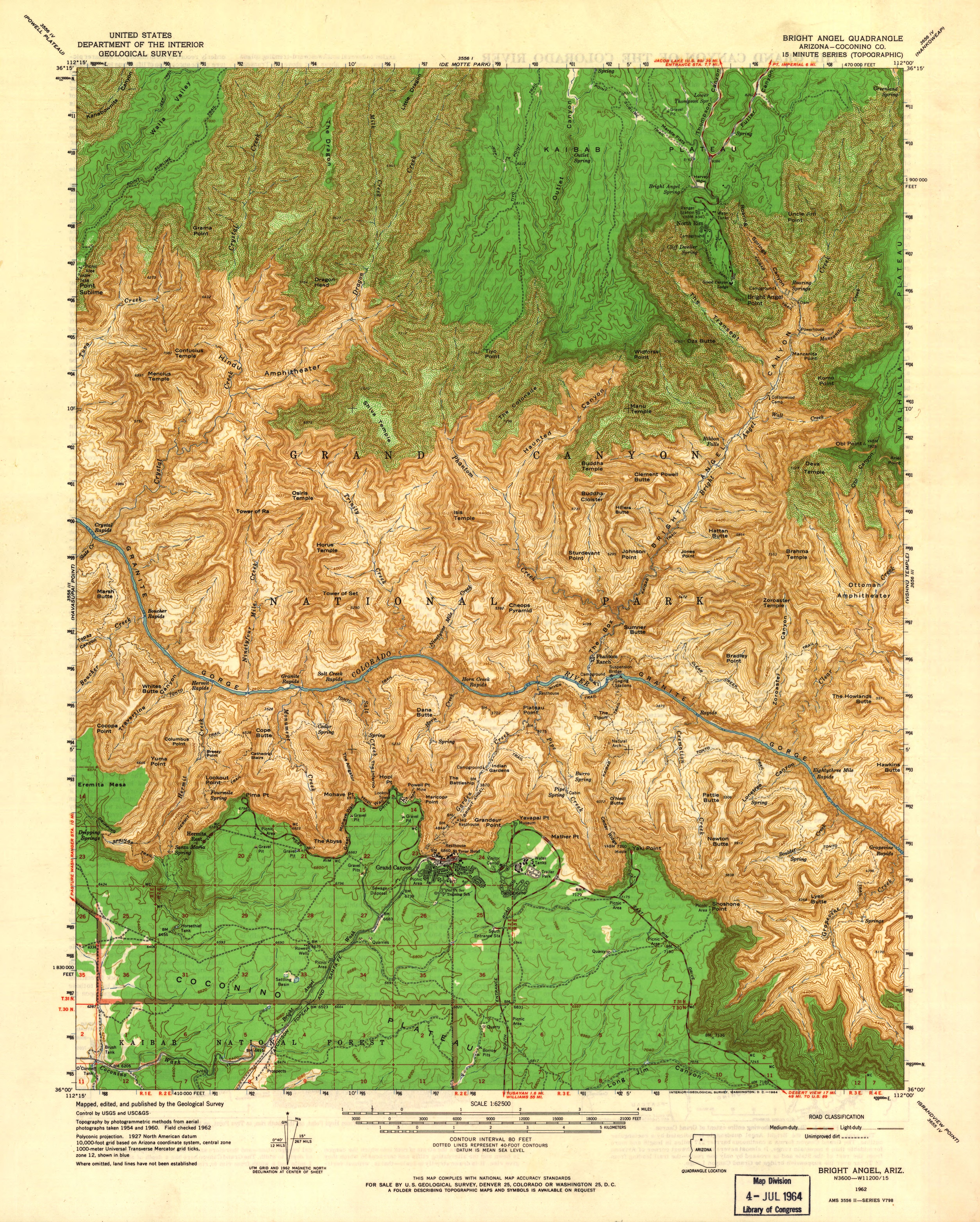
Lagekarte
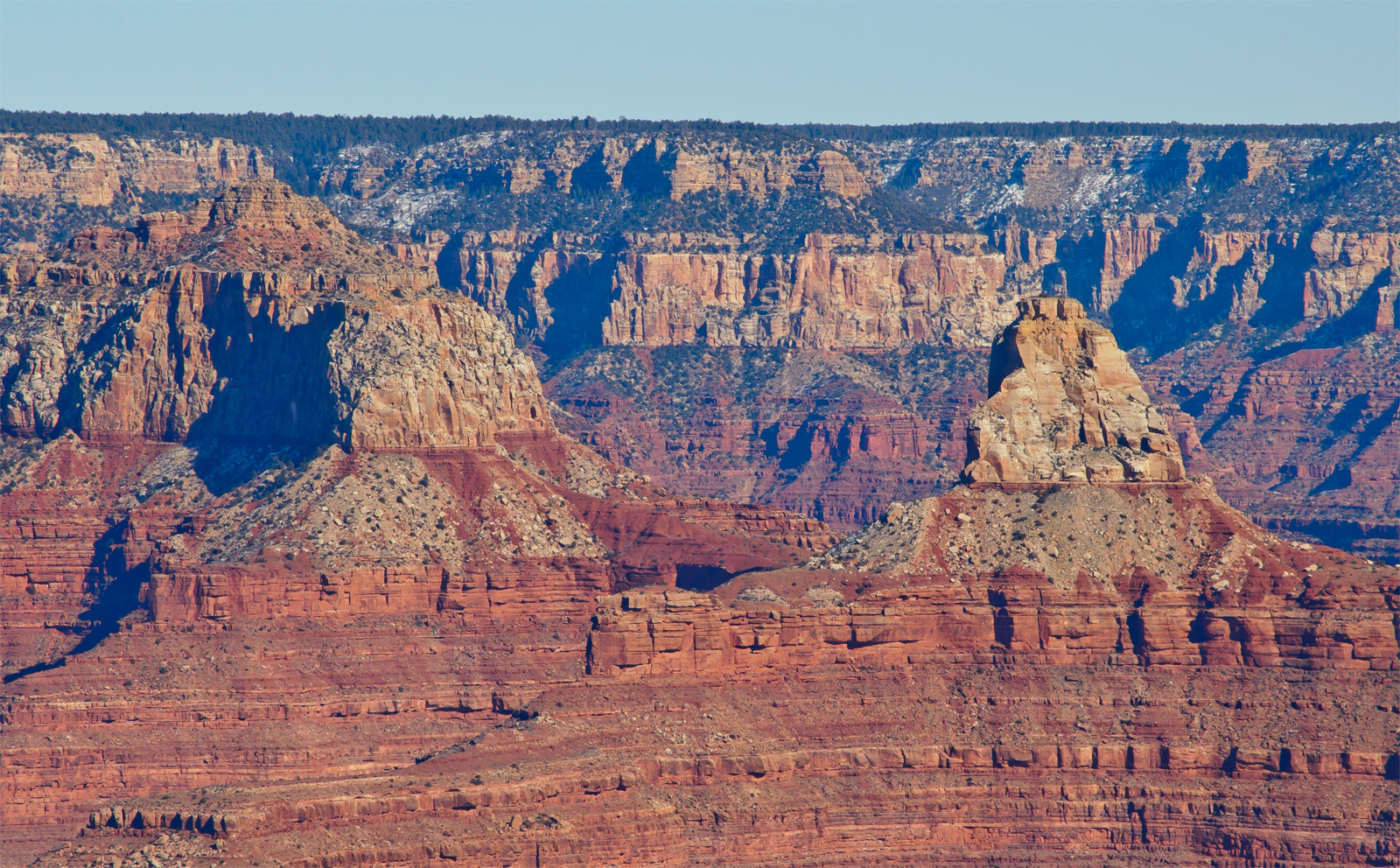
Brahma Temple links und Zoroaster Temple rechts
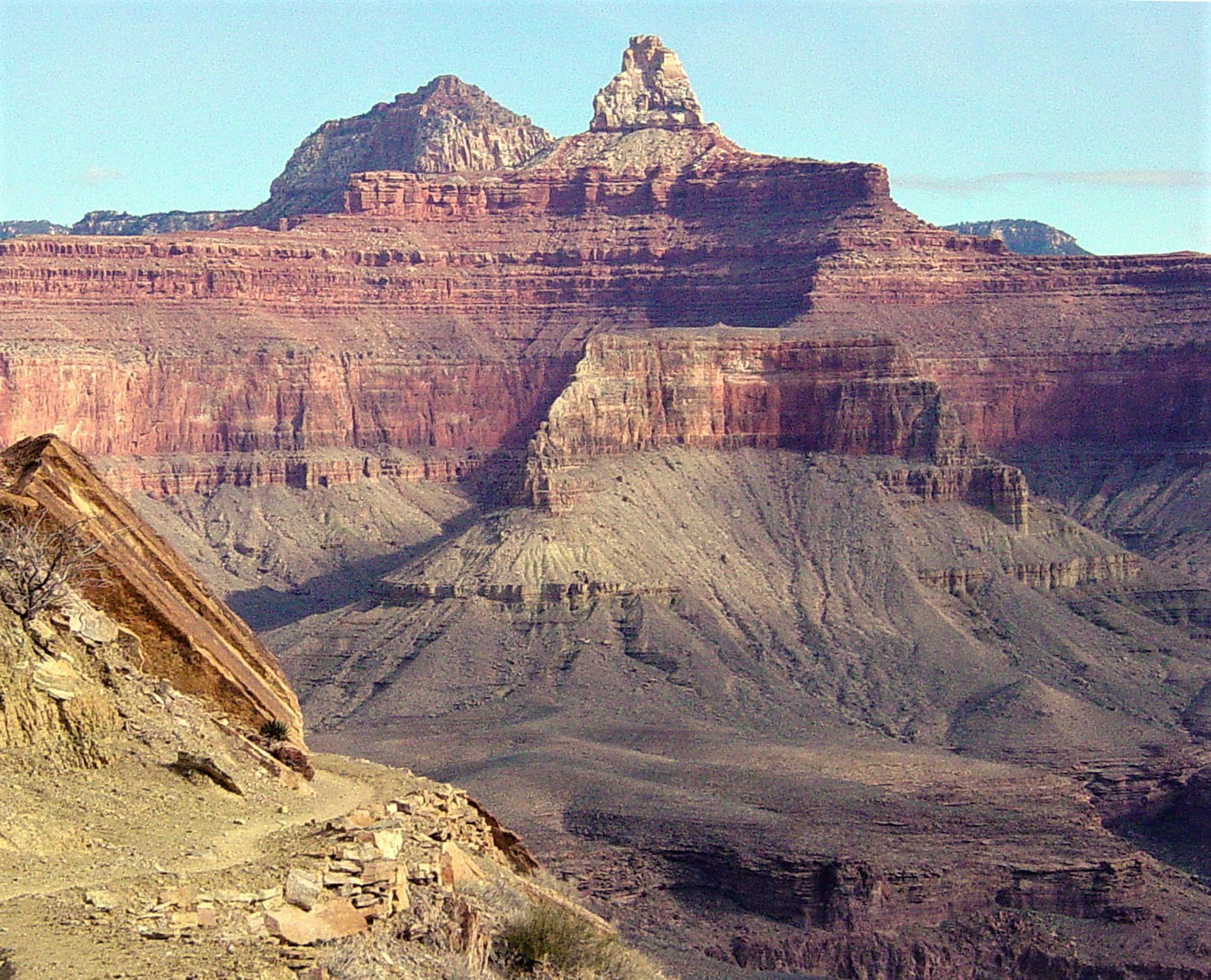
Zoroaster Temple und dahinter Brahma Temple vom South Kaibab Trail
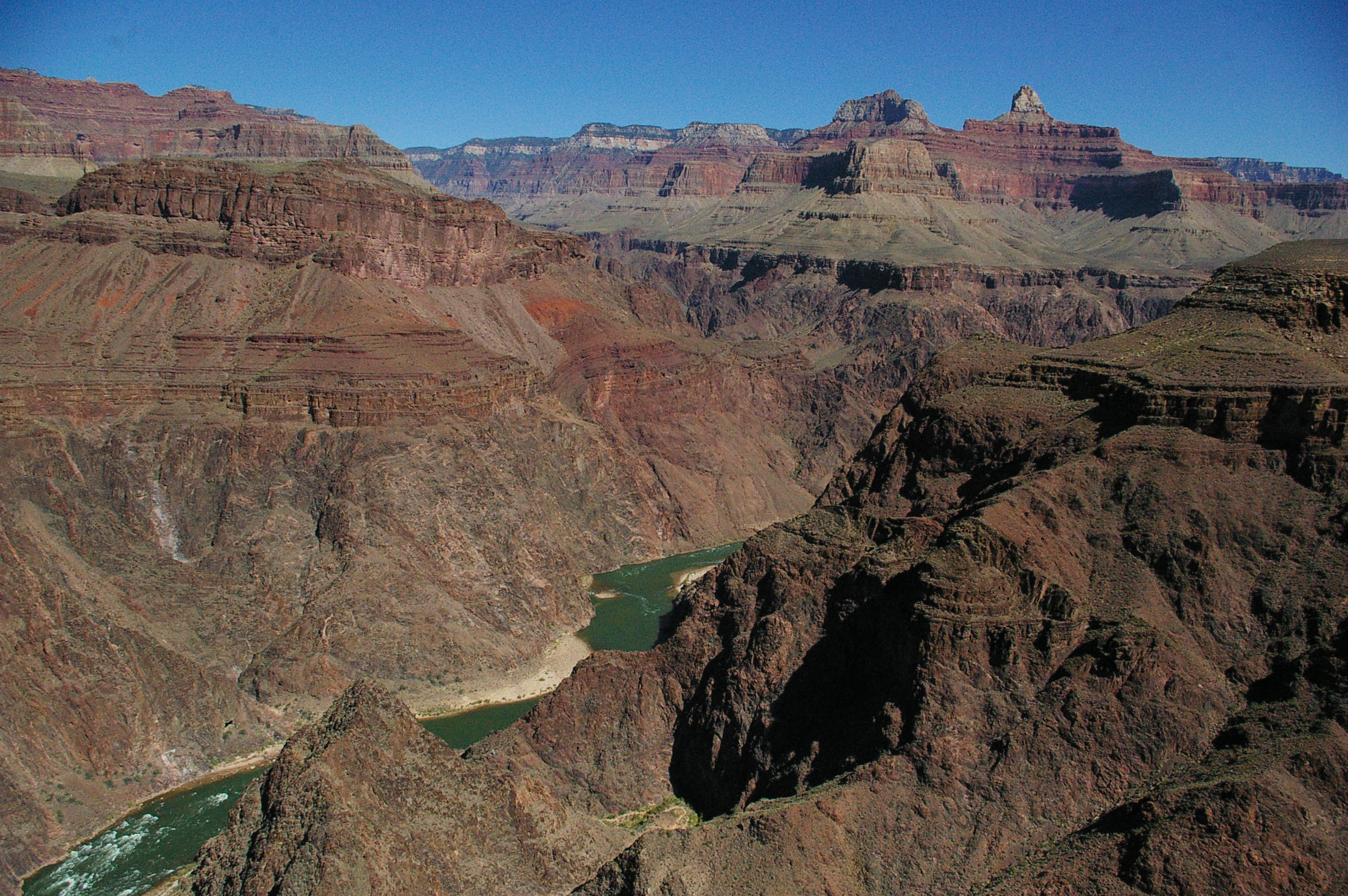
Blick vom Plateau Point in Richtung Colorado River mit Bright Angel Canyon und darüber Deva Temple, Brahma Temple und Zoroaster Temple
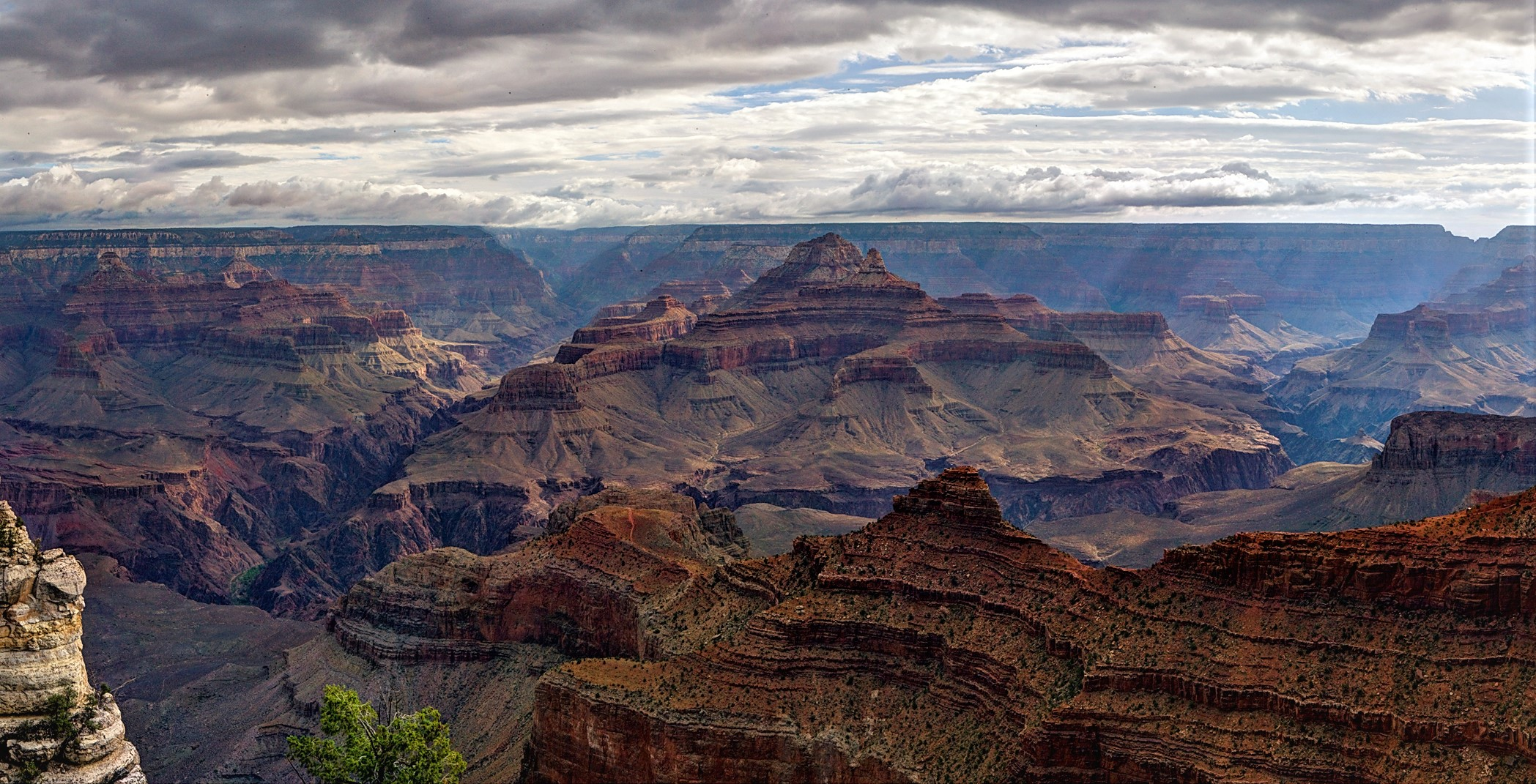
Der Bergstock des Brahma Temples vom South Rim
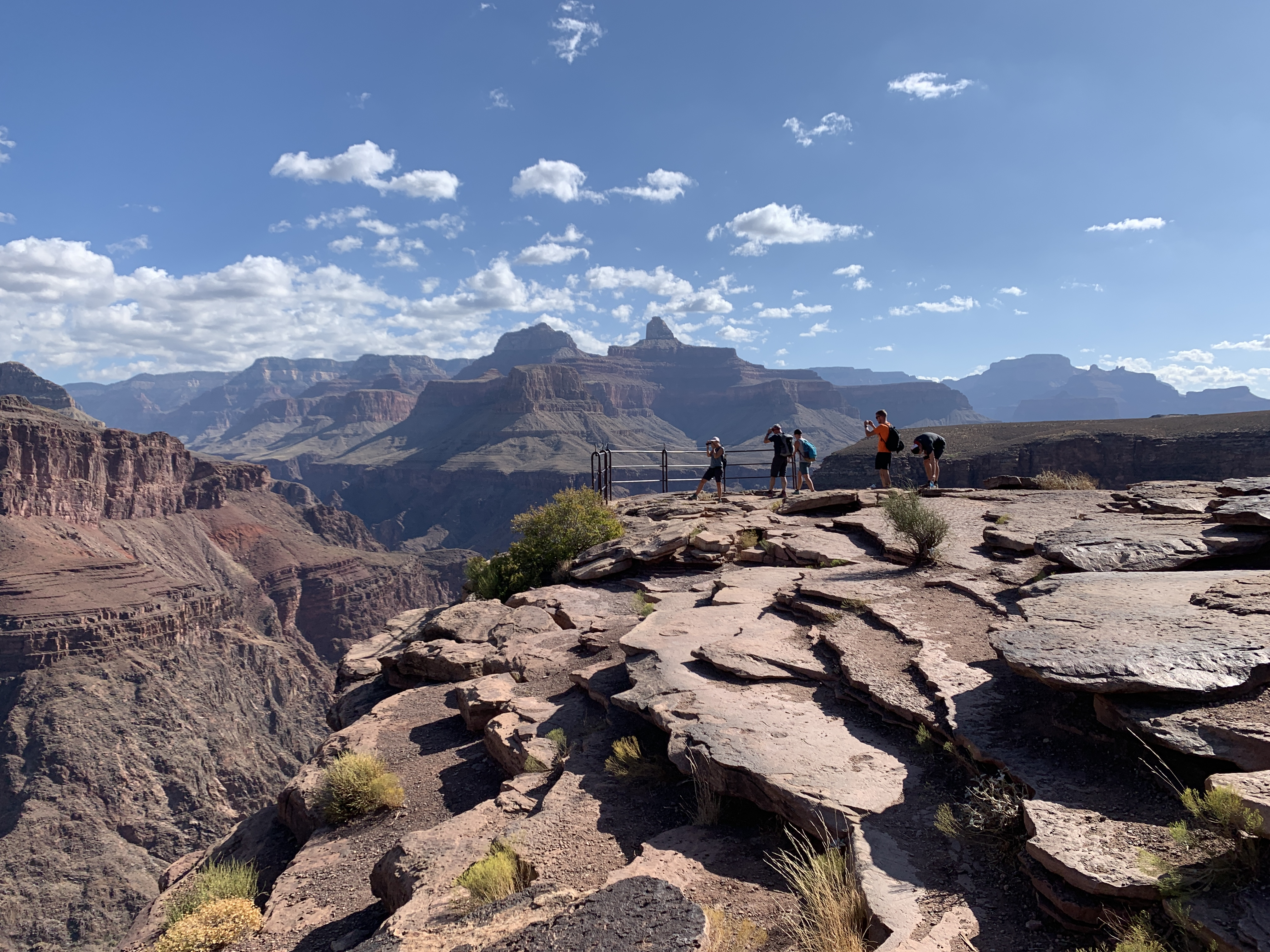
Blick vom Plateau Point am South Rim hinüber zu Zoroaster Temple und Brahma Temple